# 520년대
520년대는 520년부터 529년까지를 가리킨다.